# ADAC

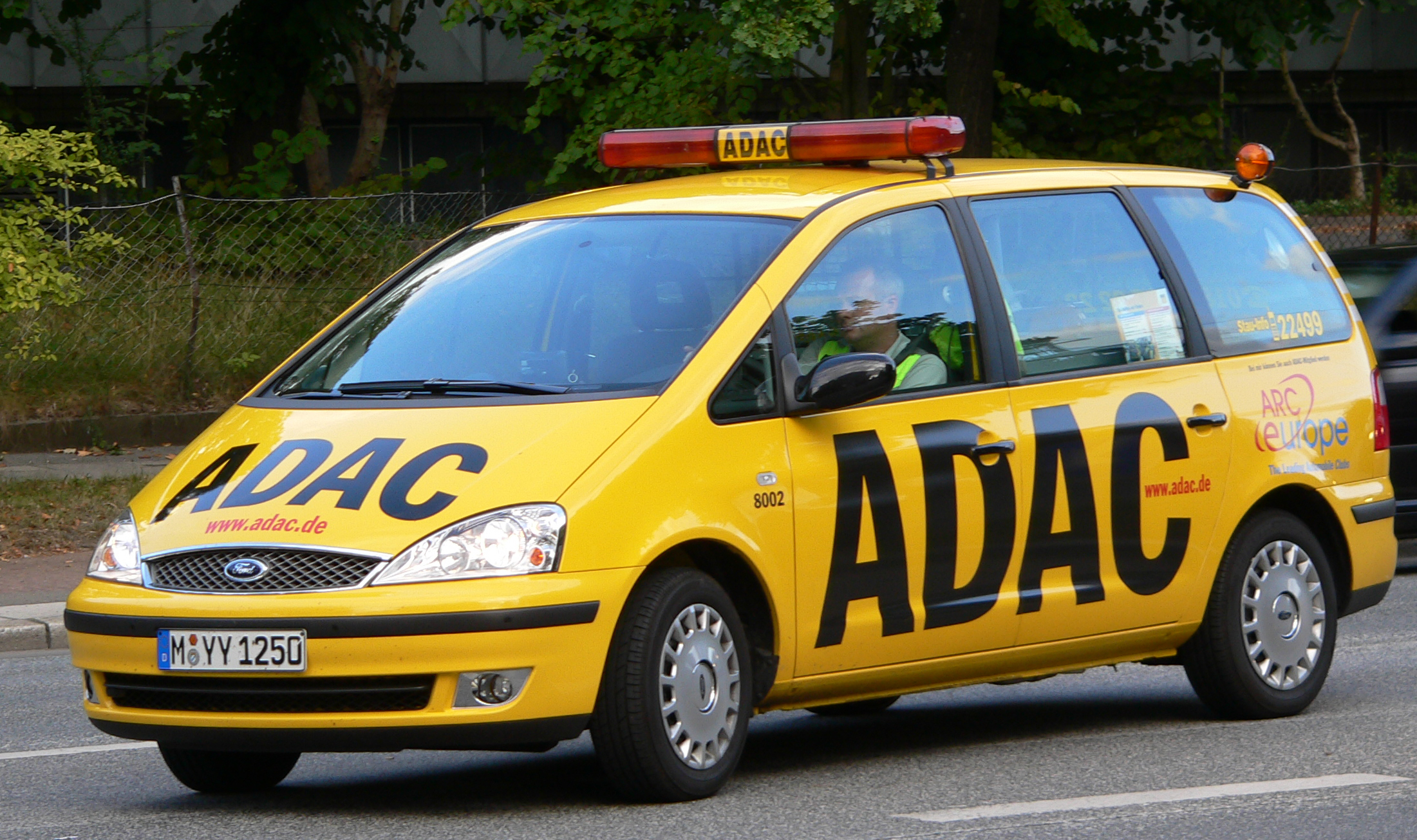
Patrol pomocy drogowej („ADAC-Straßenwacht”) – tzw. „Żółty Anioł” – Ford Galaxy

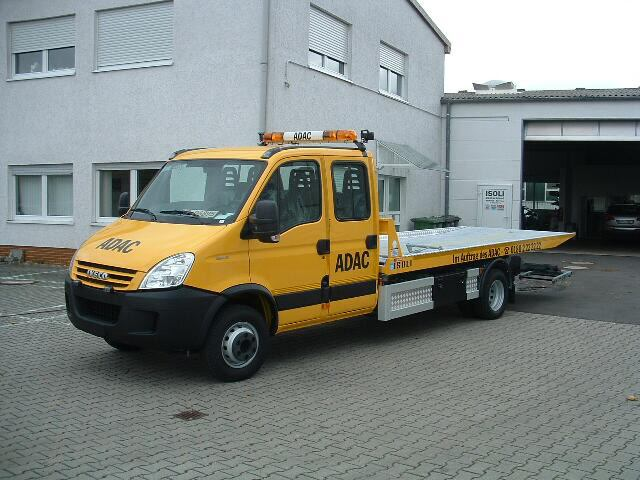
Pomoc drogowa – laweta – Iveco Daily

ADAC (niem. Allgemeiner Deutscher Automobil-Club) – niemiecki automobilklub zrzeszający ponad 17 milionów członków (dane z czerwca 2010 r.), w tym ponad 1,5 mln motocyklistów. Tym samym jest największym stowarzyszeniem motocyklistów i drugim automobilklubem na świecie, po amerykańskim AAA. Posiada w Niemczech 18 oddziałów regionalnych.

## Nazwa i logo
Założony 24 maja 1903 roku w Stuttgarcie jako Deutsche Motorradfahrer-Vereinigung. Nazwę ADAC (Allgemeiner Deutscher Automobil-Club) wprowadzono w 1911 roku. Pierwsze, charakterystyczne logo zawierało czarną sylwetkę pruskiego orła na białym tle – z racji poparcia dla idei, jakiego udzielał ostatni z niemieckich cesarzy, Wilhelm II. Bardziej współczesne wersje logo to czarna sylwetka orła pruskiego na żółtym tle i poniżej czarne litery „ADAC”. Obecnie najczęściej stosowanym znakiem graficznym są owe czarne litery, umieszczone w górnej części żółtego kwadratu, bądź te same litery na dużych żółtych powierzchniach, rzadziej – żółte litery na ciemnych, bądź czarnych powierzchniach.

## Działalność
Zgodnie ze swoim statutem ADAC ma „monitorować i promować transport drogowy, sporty motorowe oraz turystykę chroniąc interesy zmotoryzowanych użytkowników dróg oraz angażować się na rzecz rozwoju ruchu drogowego, w szczególności w obszarze ruchu ulicznego, bezpieczeństwa w ruchu drogowym i edukacji użytkowników z uwzględnieniem aspektów dotyczących ochrony środowiska”, klub ma również za zadanie „wspierać ratownictwo lotnicze i występować w ochronie bezpieczeństwa uczestników ruchu drogowego”.
W ADAC istnieje „sekcja” młodzieżowa – ADAC DRIVE. Członkami mogą być dzieci oraz młodzież do lat 18. Głównym celem klubu jest edukacja w zakresie bezpieczeństwa w ruchu drogowym. Rejestracja jest darmowa i oferuje m.in. bezpłatne licencje przygotowujące do egzaminu na prawo jazdy. Klub był członkiem FIA. Jest aktywnym uczestnikiem Europejskiego Programu Oceny Ryzyka na Drogach, FIVA, Euro NCAP, stowarzyszenia pojazdów zasilanych gazem ziemnym oraz stowarzyszenia lobbystów. Wydawca czasopism motoryzacyjnych, np. ADAC Motorwelt oraz map i atlasów.
Automobilklub posiada własną, rozbudowaną sieć pomocy drogowej w postaci floty pojazdów w żółtym kolorze z czarnym napisem ADAC. Są to mobilne warsztaty, wyposażone w zestawy narzędzi i urządzeń pomiarowych, w tym uniwersalne komputery diagnostyczne, pomagające nieść skuteczną pomoc techniczną kierowcom w sytuacjach awaryjnych. Samochody te i ich załogi (zwykle jeden mechanik), określane jako „ADAC-Straßenwacht”, czyli dosł. „Służba Drogowa ADAC” (bądź „Patrol drogowy ADAC”) z racji znacznej skuteczności usuwania awarii (rzędu 84% wszystkich interwencji) potocznie nazywane są często mianem tzw. żółtych aniołów (niem. „Gelber Engel”).
ADAC testuje nowe samochody i zbiera dane na temat ich awaryjności, regularnie publikując ranking awaryjności aut z danych roczników; zajmuje się również badaniami bezpieczeństwa tuneli i promów, oferuje ubezpieczenia komunikacyjne. Sponsor BMW w wyścigach Formuły 1.
ADAC organizuje także imprezy sportowe, festyny, zjazdy aut historycznych. Dokłada starań o świadomość ekologiczną użytkowników pojazdów (np. związaną ze stylem jazdy, doborem prawidłowego ogumienia itp.). Dysponuje ponad 60 ośrodkami szkoleniowymi, głównie w zakresie bezpieczeństwa drogowego.
ADAC jest uważana za jedną z najbardziej wpływowych organizacji w Niemczech i jednego z większych lobbystów na świecie.

## Historia klubu

### Początkowy okres rozwoju klubu
24 maja 1903 w Stuttgarcie założone zostało Niemieckie Stowarzyszenie Motocyklistów (niem. Deutsche Motorradfahrer-Vereinigung, DMV), którego zadaniem było planowanie oraz organizowanie imprez sportowych. Za składkę członkowską wynoszącą sześć marek rocznie klub reprezentował interesy zmotoryzowanych. Komitet klubu był organizacyjny. Rok później, gdy zrzeszał on już ponad 3 tysiące członków, we Frankfurcie nad Menem ustalono nowe struktury organizacji – w dużej mierze obowiązujące do dzisiaj. Przewodniczącym klubu był Emil Schmolz. Zafascynowany sportem motorowym brat cesarza Wilhelma, książę Heinrich został pierwszym prominentnym członkiem klubu.
W 1905 roku liczba członków DMV przekroczyła 10 tys. W tym roku jego nowym przewodniczącym klubu został dr Josef Bruckmayer z Monachium, a siedzibę centrali przeniesiono ze Stuttgartu do Monachium. W kolejnym roku klub podpisał umowę o kooperacji wspólnie z Cesarskim Automobilklubem KAC (Kaiserlicher Automobil-Club). DMV zgodnie z umową zajmował się propagowaniem wiedzy z zakresu motocykli i małych samochodów silnikowych do wartości max. 3500 marek. Organizacja imprez sportowych była wspólnym zadaniem obu klubów. Natomiast KAC reprezentował DMV przed niemieckimi oraz zagranicznymi urzędami.
W roku 1907 ze względu na rosnącą liczbę członków będących kierowcami samochodów klub zmienia nazwę na „Deutsche Motorfahrer-Vereinigung”. Wspólnie z Niemieckim Zakładem Benzynowo–Olejowym DMV ustala maksymalną wysokość ceny litra paliwa na 43 marki. W następnym roku zaczął wydawać swoim członkom tzw. „Grenzkarten”, czyli dokumentów umożliwiających przekraczanie granic państwa bez skomplikowanych formalności celnych związanych z pojazdami. W następstwie tego przywileju liczba członków klubu zaczęła intensywnie wzrastać. Pierwszy rajd „Prinz-Heinrich-Fahrt” z Berlina do Frankfurtu pokazał, że ówczesne niemieckie samochody okazały się najlepsze we wszystkich dyscyplinach.

### Działalność ADAC do I wojny światowej
W roku 1911 z 17 tys. zarejestrowanych członków 12 tys. było kierowcy samochodów. DMV zdecydowało zmienić nazwę na „Allgemeiner Deutscher Automobilclub” (ADAC), która obowiązuje do dzisiaj. Klub postanowił, że w przyszłości będzie troszczył się o wszystkich zmotoryzowanych: motocyklistów, automobilistów, kierowców łodzi motorowych, pilotów samolotów i innych statków powietrznych. Rok później klub jako pierwszy rozpoczął planowanie i rozstawianie pierwszych znaków drogowych. W roku 1912 ADAC rozwiązał ścisłą współpracę z Cesarskim Automobilklubem. Ponieważ we wcześniejszych latach pismo członków DMV „Motorfahrer”, w swoich artykułach ostro skrytykowało wprowadzone przez gminy opłaty za korzystanie z dróg, w roku 1913 zostały one zniesione we wszystkich gminach.
Wraz z rozpoczęciem I wojny światowej członkowie automobilklubu nawoływani byli do ochotniczego pomagania armii oraz używania swoich samochodów do transportu rannych. Od roku 1915 używanie samochodów do celów prywatnych zostało zabronione.

### Dwudziestolecie międzywojenne
Po pierwszej wojnie światowej ze względu brak części zamiennych i ograniczenia w ruchu pojazdów, ale przede wszystkim deficyt paliw na rynku ADAC nakłaniał producentów do konstruowania wytrzymałych i prostych w obsłudze gaźników samochodowych, które mogłyby skutecznie zasilać silnik mieszankami różnych paliw. W 1919 roku w ogłoszonym przez klub konkursie zwycięzcą został Lyma-Vergaser.
W roku 1921 ADAC powołał spółkę z ograniczoną odpowiedzialnością, która w przyszłości miała troszczyć się o interesy oraz usługi finansowe dla swoich członków. W latach dwudziestych i trzydziestych ADAC corocznie organizował tzw. długodystansową kontrolę jakości dróg w całym kraju. Udział w niej brały samochody i motocykle. Ta tradycja została zapoczątkowana w 1921 roku trasą z Berlina do Heidelbergu. Roczna składka dla członków klubu wynosiła wówczas 150 marek.
Sześć lat po I wojnie światowej ADAC zorganizowało 1500 sportowych imprez motoryzacyjnych. Klub ADAC Südbayern zorganizował pierwszy Turystyczny Przejazd Klubowy z Monachium przez Rzym i Neapol na Sycylię, w którym udział wzięły: 62 samochody i 20 motocykli. Na Sycylii uczestnicy wzięli udział w wyścigu „Targa Florio”.
W roku 1925 prezydent ADAC Josef Bruckmayer niespodziewanie odszedł ze stanowiska, a jego obowiązki przejął Fritz Krüger z Drezna. Rok później został nim Carl Fritz z Monachium.
Po 22 latach czasopismo „Der Motorfahrer” zmieniło formułę. Od tej pory członkowie klubu otrzymywali dwie gazety. Dwa razy w tygodniu gazetę „ADAC Sport” i raz w miesiącu magazyn „ADAC-Motorwelt”. Później Motorwelt był najczęściej czytanym czasopismem motoryzacyjnym w Europie. Do „ADAC Sport” drukowano też dodatek prawny „Deutsches Autorecht” (DAR).
W związku ze znaczną liczbą zarejestrowanych pojazdów ADAC postanowiło w 1928 roku stworzyć mobilne patrole drogowe. Pierwszymi takimi pojazdami były zaadaptowane do tego celu motocykle z wózkiem. W tym roku trzej pionierzy motoryzacji i lotnictwa zostali honorowymi członkami ADAC. Byli to: Carl Benz – wynalazca samochodu, Ludwig Dürr – zbudował 119 maszyn latających oraz Hugo Eckener – pionier budowy statków powietrznych (obaj z Luftschiffbau Zeppelin GmbH we Friedrichshafen).
Od lat 30. XX wieku obowiązkowe stało się zalecenie ADAC corocznego badania technicznego pojazdu. Powstawały też wówczas pierwsze przydrożne telefony alarmowe. ADAC, aby szybko i sprawnie udzielić pomocy swoim członkom na drodze z Monachium do Garmisch zbudował prototypowe budki telefoniczne, z których można wezwać ratunek.

### Przekazanie kierownictwa klubowi DDAC w okresie nazistowskich Niemiec
Dla zapewnienia swoim członkom rzetelnej ochrony podczas wypadku, kupna oraz naprawy pojazdu powstał niezależny serwis rzeczoznawców ADAC, którzy służyli radą i pomocą. Prezydentem ADAC został Hermann Fulle. Po dojściu do władzy nazistów, 24 lipca 1933 przedstawiciele niezależnych automobilklubów, zrzeszających obywateli (ADAC, AvD, DTC i NDA) pod presją podpisali dokument, który przeszedł do historii motoryzacji jako „Pakt z Baden-Baden”. Był w nim zapis o przekazaniu kierownictwa automobilklubów w ręce nacjonalistycznego korpusu kierowców. 27 września 1933 powstał jeden niemiecki klub o nazwie DDAC (Der Deutsche Automobilclub) i w ten sposób niezależność ADAC została ograniczona na trzynaście lat.

### Ponowna działalność klubu w Niemczech Zachodnich
Od 1946 roku klub mógł kontynuować funkcjonowanie pod starą nazwą – początkowo tylko w Bawarii, a następnie w całym sektorze kontrolowanym przez Amerykanów. Prezydentem ADAC został Ludwig Sporer z Monachium, zastąpiony dwa lata później przez Hansa Meyer-Seebohma. W rok po wznowieniu działalności ADAC zaczął funkcjonować także w sektorze kontrolowanym przez Brytyjczyków. Klub liczył wówczas 7235 członków. W październiku 1947 roku po raz pierwszy po długiej przerwie zrzeszeni w ADAC otrzymali czterostronicowy miesięcznik informujący o nowościach motoryzacyjnych. Wydawany początkowo w 5000 egzemplarzach pod nazwą „ADAC-Mitteilungen”, w następnym roku został on zastąpiony przez „Motorwelt”. W wyniku reformy walutowej pod koniec lat 40. XX wieku klub popadł w problemy finansowe i zmuszony był do zaciągnięcia kredytu. Ponadto w ramach odszkodowań wojennych musiał wydać mapę z aktualnym stanem dróg.
W roku 1950 ADAC uchwalił nowy statut. Najwyższą władzą było Zgromadzenie Główne, które wybierało Prezydium i zatwierdzało budżet. Prezydium mogło prowadzić interesy. Po pięciu latach od ponownego założenia ADAC liczył 100 tys. członków. Klub kończył wówczas budowę systemu służb pomocy drogowej i bezpłatnego transportu chorych. Wprowadzony został także system odholowywania pojazdów z zagranicy. Kiedy ogłoszono plan rządu niemieckiego wprowadzania opłat za korzystanie z autostrad, klub protestował w Ministerstwie Finansów. W czasopiśmie „Motorwelt” opublikowany został artykuł wstępny nawołujący do bojkotu tej idei.
W 1952 roku na przejściu granicznym w Bad Reichenhall klub otworzył filię, w której członkowie otrzymywać mogli dokumenty podróżne dla swojego pojazdu. Z powodu dużego zainteresowania zaczęto otwierać kolejne punkty. Dwa lata później został zaprezentowany nowy pojazd patrolowo-serwisowy ADAC. Za kwotę pół miliona marek niemieckich została wtedy także zakupiona flota 60 motocykli z koszem. Głównymi zadaniami mobilnych patroli z wyszkolonymi mechanikami było wsparcie przy awariach oraz udzielanie pierwszej pomocy. Ponieważ tylko w ciągu pierwszych 3 miesięcy „Żółte Anioły” interweniowały 25 tysięcy razy, postanowiono przebudować 100 pojazdów.
W związku z rosnącą liczbą campingów i ich specjalnych potrzeb klub wprowadził w 1955 roku własną „grupę opieki ds. campingów”. Rozpisał wtedy też swój pierwszy rajd o długości 3000 km przez Hamburg, Monachium, Dijon, Nürburgring do Francji i z powrotem na Nürburgring. Kierowcy przy tym mieli wykazywać się nie tylko możliwościami prędkości, ale również wytrzymałością długich odcinków drogi.
We wrześniu 1956 swoje wejście do ADAC ogłosił klub ATS. ADAC wprowadził własne biuro rzeczy znalezionych według zasady, że na wszystkich autostradach i drogach lądowych wszystkie rzeczy znalezione, które prawdopodobnie pochodzą od kierowców, zostają zapisane do kartotek. Kto stwierdzi brak czegokolwiek, otrzymać ma od klubu namiar na miejscowe biuro. W kolejnym roku rozpoczyna się proces tworzenia punktów ratunkowych ADAC. Pierwszy punkt otworzono na przejściu granicznym Berlin-Dreilinden. W upływie miesięcy otwarto kolejne punkty w Hannoverze, Stuttgarcie, Kolonii, Frankfurcie oraz Monachium.
Od 1958 roku za opłatę w wysokości 3 marek rocznie członkowie mogli otrzymać ochronę ubezpieczeniową za granicą (list ochronny), pomocny w razie awarii czy wypadku. Do tego dołączony był pakiet czeków kredytowych w wysokości ponad 500 DM, dzięki któremu można było zapłacić za naprawę. W tym roku założono także wydawnictwo ADAC.

### Lata 60. XX wieku: zaangażowanie na rzecz poprawy bezpieczeństwa
Znaczna liczba zabitych na drogach 213 tys. osób, w latach 1953–1968 skłoniła ADAC do zapoczątkowania akcji „Deutlich fahren”, której celem było uproszczenie przepisów tak, aby były jasne i zrozumiałe, co miałoby przełożyć się na poprawę bezpieczeństwa na drogach. Na początku lat 60. XX w. w RFN ginęło rocznie najwięcej dzieci w ruchu ulicznym. Klub wystosował prośbę do ministra oświaty o wprowadzenie obowiązkowych zajęć z bezpieczeństwa ruchu drogowego. Po największej powodzi od 100 lat na północy Niemiec w 1962 roku służby ADAC wspierały ratowników i zaopatrywały dotkniętych katastrofą w jedzenie, ubrania i lekarstwa. Rosnąca liczba zarejestrowanych pojazdów (10 milionów) nakłoniła klub do zmiany środka transportowego patroli ulicznych z motocykli na samochody. Wybranym pojazdem stał się VW Garbus (Käfer). Rok później klub wprowadził konkurs „Bezpieczeństwo dla pieszych”, gdyż co trzecią ofiarą wypadku był wówczas pieszy. Aby obniżyć te statystyki, zostały wyróżnione miasta i gminy, które szczególnie zasłużyłyby się w poprawie bezpieczeństwa pieszych. Aby umożliwić praktykę początkującym kierowcom i zarazem poprawić bezpieczeństwo na drogach, wspierano budowę placów treningowych.
W roku 1964 służba drogowa rozszerzyła zakres działania i zajęła się także kontrolą hamulców, opon i liczników. Pod numerem telefonu 222222 klub uruchomił infolinię, która ma doradzać w wypadkach pomocy. Po śmierci Wernera Endressa prezydentem klubu został Hans Bretz z Kolonii. Dwa lata później Motorwelt przeprowadził pośród czytelników ankietę dotyczącą limitu prędkości. Siedmiu z ośmiu respondentów kategorycznie odrzucało propozycję ograniczenia prędkości na autostradach. W tym roku pierwszymi zwycięzcami w ufundowanej przez klub „nagrodzie bezpieczeństwa” były firmy: Magura i Daimler-Benz za wynalezienie i produkcję lusterek ustawianych od wewnątrz samochodu. W kolejnym roku powołano do życia „Statystyki usterek ADAC”. Telewizja ZDF zaczęła transmitować informacje z ADAC, a w każdy piątek program „Drehscheibe” prezentował prognozy i wiadomości drogowe ADAC.
Na początku lat 60. rozszerzono także funkcje listów ochronnych: wprowadzono wysyłkę części zamiennych za granicę, a także usługę holowania pojazdów z zagranicy. Klub powołał do życia połączenia telefoniczne w podróży i zawiadamianie telefonicznie członków w czasie urlopu przez radio. Jako dodatkową usługę do ochrony podczas pobytu za granicą członkowie mogli wykupić dodatkowe ubezpieczenie ochronne.

### Lata 70. i 80. XX wieku: ADAC wobec kwestii ekologicznych
W roku 1972 prezydent Hans Bretz ADAC zdecydował się na wcześniejsze oddanie urzędu. Jego następcą został Franz Stadler. Rok później przeniósł siedzibę do nowej centrali na Baumgartnerstr. 53 (dziś: Am Westpark 8).
Na początku lat 70. XX wieku klub poleca konsekwentną rozbudowę „zielonej fali”, aby zapobiec zapychaniu się centrum miast. Motorwelt w 1973 opublikował tekst, który przedstawiał zalety płynnego ruchu dla samochodu i środowiska. W 1979 roku powstał przyszłościowy model formy ruchu drogowego pod nazwą „Straßenverkehr 2000”. Przedstawiał on nowoczesny sposób przemieszczania oraz przewidywania rozwoju ruchu drogowego w przyszłości. Ponieważ po raz pierwszy w historii cena litra benzyny przekroczyła granicę 1 DM, ADAC rozpoczął akcję „Oszczędzam energię” („Ich bin Energiesparer”). Polegała ona na namawianiu kierowców do rezygnacji z niekoniecznych jazd samochodem oraz ekonomicznej jazdy w celu zmniejszenia konsumpcji paliw. W roku 1984 klub propagował idee ulic wolnych od ruchu pojazdów, aby zmienić otoczenie osiedlowe w „oazy rodzinne”.
W roku 1982 doradcy ruchu drogowego ADAC zaczęli służyć podróżującym na najbardziej zatłoczonych autostradach. Ich celem było usuwanie usterek technicznych i udzielanie pierwszej pomocy urlopowiczom uwięzionym w korkach. Gdy rok później rząd Niemiec wprowadził regulacje ekologiczne, klub ADAC udzielił poparcia dla tych działań. Od roku 1986 miały być rejestrowane samochody benzynowe z katalizatorem spalin. ADAC zachęcał przemysł samochodowy i naftowy do powszechnego wprowadzenia bezołowiowej benzyny już w 1984 roku. W 1985 roku ADAC przeprowadzając testy stacji kontroli pojazdów (TÜV) pod kątem realizacji nowego przepisu o badaniu jakości spalin, dowiódł, że przegląd otrzymały pojazdy, których zawartość szkodliwych substancji w spalinach przekraczała dopuszczalne normy.
Od roku 1970 w służbie ADAC działały śmigłowce ratunkowe o nazwie „Christoph”. Załoga składała się z pilota, sanitariusza oraz lekarza. W tym roku ADAC po raz pierwszy przeprowadził test samochodów w praktyce. O jego wiarygodności świadczyć miały opinie wielu kierowców. Opublikowano wyniki uszkodzeń i usterek: zwycięzcą testu został Renault 16, a ostatnie miejsce zajął Fiat 125. W roku 1971 ADAC ustanowił anty-nagrodę „Silberne Zitrone” – była ona przyznawana producentowi nowego samochodu, który najczęściej ulega usterkom. Jako pierwszy otrzymał ją Ford Taunus 1600 XL. W roku 1972 z powodu niejasnej sytuacji finansowej i opóźniania budowy floty śmigłowców ratunkowych ADAC zakup helikoptera „Christoph 2" został finansowany z darowizn. Idea niezależnej organizacji zainspirowała klub do założenia w maju 1982 – ADAC Luftrettung.
W roku 1976 prawie 14 tys. nauczycieli zostało dokształconych w zakresie bezpieczeństwa ruchu drogowego. W tym samym roku 100 tys. dzieci brało udział w kursach rowerowych, a ponad 30 tys. rodziców wzięło udział w wykładach dotyczące BRD. Osiemnastoletnie doświadczenie z mobilnymi stacjami kontroli oświetlenia doprowadziło ADAC do decyzji o powołaniu w 1980 roku w Monachium pierwszej stałej stacji kontroli pojazdów. W 1987 roku ADAC rozpoczął inicjatywę „Runter mit den Unfallzahlen”, czyli „zmniejszyć liczbę wypadków”. Wszyscy uczestnicy ruchu drogowego, a w szczególności kierowcy, przez cały rok nakłaniani byli do odpowiedzialnego i bezpiecznego poruszania się na drogach. Miało to wpłynąć na znaczne spadek liczby ofiar wypadków na niemieckich drogach.

### Okres zbliżenia z Niemcami Wschodnimi
W roku 1988 ADAC zawarł umowę z NRD o udzielaniu pomocy przez „żółtych aniołów” samochodom zachodnioniemieckich na szlakach tranzytowych Wschodnich Niemiec. W wyniku tej umowy ADAC miało prawo do udzielenia pomocy członkom klubu w zakresie holowania i naprawy na miejscu. Dwa lata później ADAC wspierał tworzenie struktur klubu na terenie NRD. Samochody serwisowo-patrolowe, które przekazano „wschodniej” bazie stanowiły podstawy do utworzenia Wschodnioniemieckiego ADAC-Straßenwacht. W dniu Jedności Niemieckiej 3 października połączone zostały ADAC Wschód i ADAC Zachód w jeden klub.

### Poszerzenie zakresu działalności na przełomie XX i XXI wieku
W 1992 roku ADAC przeprowadzał największy test wody w kąpieliskach nad morzem Bałtyckim, Śródziemnym i Północnym. Pobrano ponad 86 tys. próbek z 266 plaż, które następnie przebadano. Badanie miało na celu informowanie członków ADAC o jakości wody w kurortach urlopowych. Publikacja wyników w postaci mapy z zaznaczonymi miejscami o znacznym zanieczyszczeniu wody miała miejsce w letnim wydaniu miesięcznika „Motorwelt”. W kolejnym roku w Halle otwarto stację demontażu pojazdów, gdzie z wraków odzyskiwano materiały mogące być powtórnie wykorzystane. ADAC testował też nowe samochody pod względem ich walorów ekologicznych. Ökotest miał informować kupujących nowe samochody o ich wpływie na środowisko naturalne.
W 1994 roku powstało 1300 prywatnych inicjatyw mających za zadanie informowanie ADAC o utrudnieniach i niebezpieczeństwie na drogach. 2 lata później ADAC zbierało i analizowało dane od ponad 50 000 informatorów drogowych. W roku 1995 klub we współpracy z Urzędem Środowiska przeprowadzał badania starszych samochodów pod kątem emisji szkodliwych substancji.
W roku 1997 w Landsberg nad Lechem otwarto ADAC-Technik-Zentrum, w którym rocznie 150 nowych samochodów oraz fotelików dziecięce i bagażników dachowych poddawano badaniom. W dwa lata później centrum uzyskało możliwość przeprowadzania testów zderzeniowych. Po katastrofie promu Estonia ADAC badał też poziom bezpieczeństwa pasażerów jednostek pływających po Morzu Śródziemnym.
W 1999 roku klub opublikował wyniki testów bezpieczeństwa tuneli. Powodem badania tej tematyki były katastrofy w tunelach Montblanc i Tauerntunnel, gdzie życie straciło 51 osób. ADAC-Telematikdienste w tym roku wprowadził możliwość dokładnego lokalizowania kierowców wzywający pomocy poprzez urządzenia satelitarne i naziemne stacje komórkowe. W 2001 roku ADAC testował przydrożne miejsca wypoczynku (Raststätte) oraz komunikację miejską i podmiejską w 20 europejskich miastach. W tym samym roku dotychczasowy wiceprezydent klubu Peter Meyer został obrany prezydentem.

### Późniejsza działalność klubu
W 2005 roku po raz pierwszy została przyznana nagroda „Gelber Engel” w pięciu kategoriach:
- Samochód roku 2005 – Audi A6
- Ważna osobistość – szef Porsche Dr. Wendelin Wiedeking
- Marka 2005 – Mercedes-Benz
- Jakość – Toyota Avensis
- Innowacje – Firma Bosch za inteligentne systemy bezpieczeństwa drogowego PSS

W 2006 roku wykonano po raz pierwszy w klubie motocyklowy Crash–Test. W ADAC–Technikzentrum w Landsbergu nad Lechem motocykl Honda Gold Wing wyposażony w Airbag uderzał w vana. Poduszka powietrzna okazała się skuteczna i ochroniła manekina przed niebezpiecznymi dla życia obrażeniami. W tym roku klub wspólnie z partnerami: Bosch, Michelin i Shell organizowali konkurs dla najlepszych kierowców pod względem wiedzy, zdolności technicznych, bezpiecznego i oszczędnego prowadzenia pojazdu.
W roku 2014 ujawnione zostało oszustwo ADAC, polegające na sfałszowaniu liczby głosów w organizowanym przez klub konkursie na ulubiony przez kierowców w Niemczech samochód. Według ogłoszonych przez ADAC wyników zwycięska marka miała otrzymać 10 razy więcej głosów, niż otrzymała w rzeczywistości.

## ADAC Luftrettung

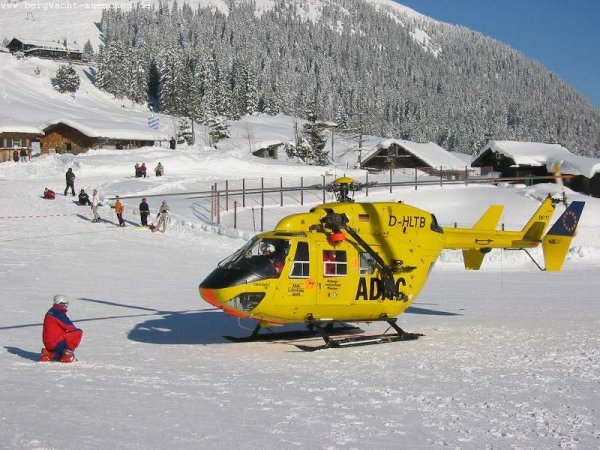
BK-117 w barwach ADAC Ratownictwo Lotnicze, kod 'Christoph 1' (D-HLTB)

„ADAC Lufrettung” („ADAC Ratownictwo Lotnicze”) to jedna z dwóch największych (obok „DRF Luftrettung” – DRF Ratownictwo Lotnicze, dysponującej flotą ponad 50 własnych śmigłowców ratowniczych) organizacji tego typu o charakterze non-profit w Niemczech.
Samoloty sanitarne oraz śmigłowce ratownictwa medycznego „ADAC Lufrettung” ratujące ofiary poważnych wypadków – to tzw. służby HEMS – „Helicopter Emergency Medical Services”.
W 2009 roku ADAC Luftrettung wykonało 45 705 lotów ratunkowych w Niemczech. Bazy śmigłowców ADAC rozmieszczone są tak, by pomoc mogła dotrzeć na miejsce wypadku drogowego, ale również i innych nagłych zdarzeń z ofiarami w ludziach w ciągu 15 minut, promień działania śmigłowca ratowniczego mieści się w przedziale 50–70 km.
Dla porównania podobne strefy działania w Polsce, wyznaczone dla nowych śmigłowców Lotniczego Pogotowia Ratunkowego typu Eurocopter EC135 wynoszą do 80 km i 22 minuty na dotarcie do poszkodowanych, a w Czechach, użytkujących (prócz innych maszyn) wersję EC 135 T2 i T2+, służby HEMS są rozmieszczone tak, by większość punktów na terenie kraju nie była oddalona o więcej niż ok. 50 km od jednej z baz HEMS.

### Flota ADAC Luftrettung

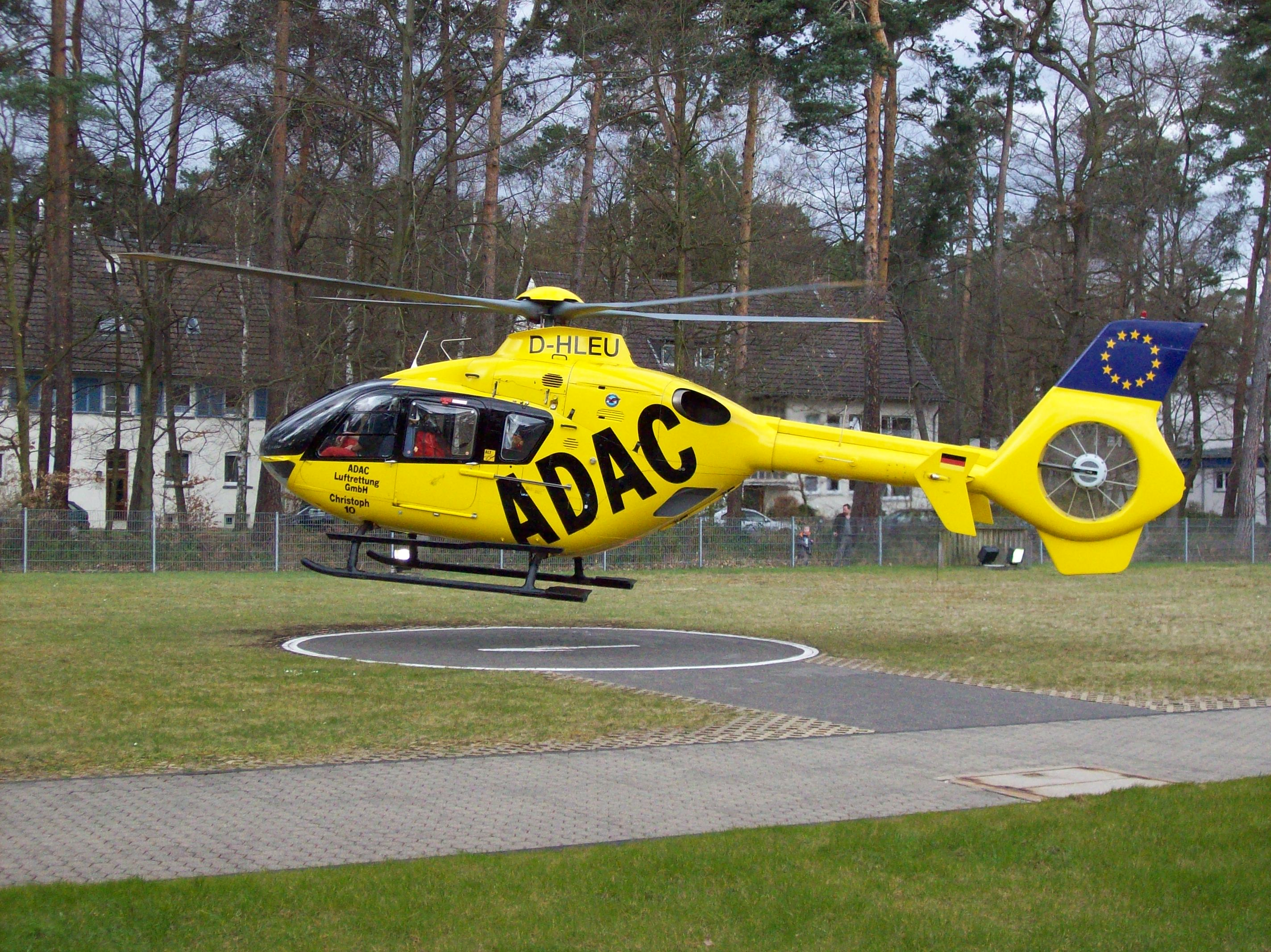
Eurocopter EC135, 'Christoph 10' podczas startu

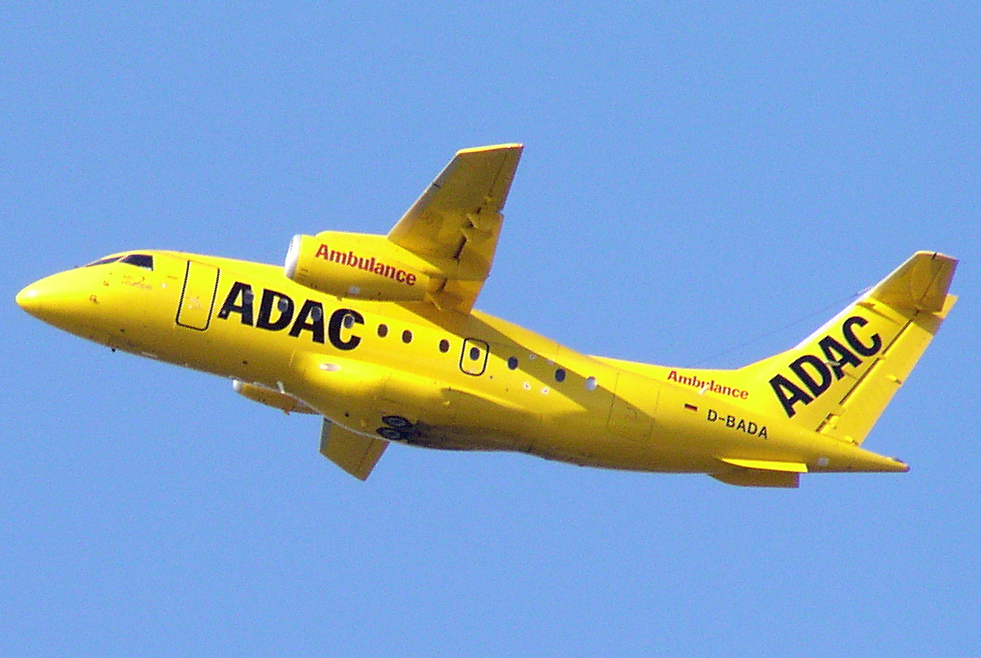
Samolot sanitarny Dornier 328-300 ADAC

Flota składa się aktualnie z 45 śmigłowców ewakuacyjnych (do transportu chorych lub lżej rannych) oraz śmigłowców wyposażonych w aparaturę do intensywnej opieki medycznej, nazywanych kodami wywoławczymi CHR X lub CHR XX od Christoph X, bądź Christoph XX (gdzie XX to cyfry pomiędzy 1 a 77, numeracja nie jest ciągła).
Maszyny przystosowane do intensywnej opieki medycznej mają dodatkowo w kodzie wywoławczym, prócz skrótu CHR nazwę bazy lub obszaru działania (czyli np. „CHR 1 München” lub „Christoph Rheinland”)
- Eurocopter EC145 – 2 szt.
- Eurocopter EC135 – 28 szt.
- BK 117 B2 – 15 szt.

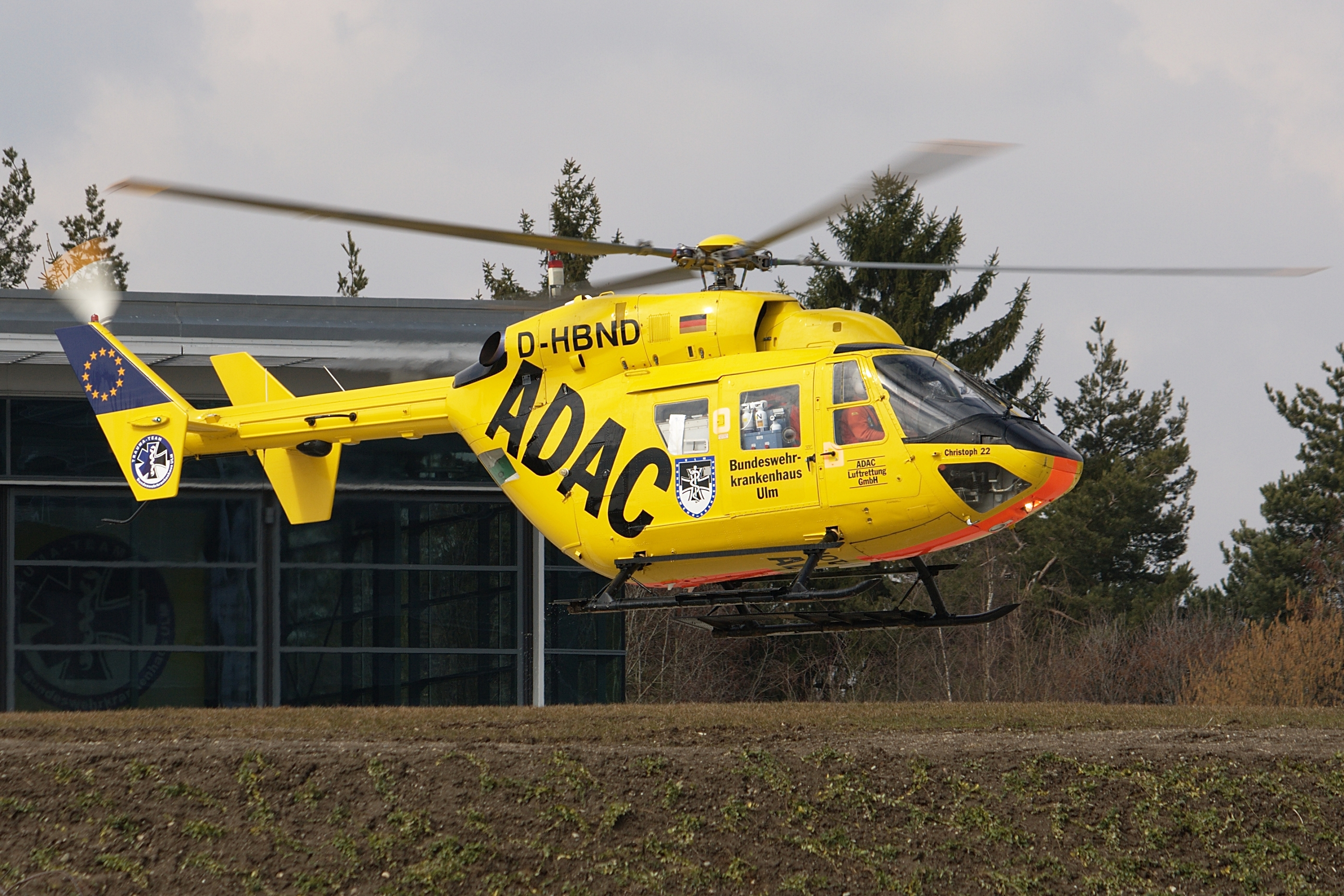
Śmigłowiec BK 117 produkowany przez Messerschmitt-Bölkow-Blohm

Poza śmigłowcami ratowniczymi ADAC dysponuje flotą specjalnie przystosowanych samolotów sanitarnych („ADAC-AmbulanceService”), umożliwiających powrót do Niemiec członków klubu poszkodowanych w wypadkach/ zdarzeniach losowych za granicą:
- Dornier Fairchild 328-300 Jet
- Beechcraft 350 Super King-Air
- Lear Jet

### Bazy śmigłowcowe ADAC Luftrettung
32 Bazy, zatrudniające 130 pilotów, kopilotów i mechaników pokładowych, czynne są od 7 rano (wzgl. od wschodu słońca) do zachodu słońca (w tym 3 całodobowe) i mieszczą się w następujących punktach:
- „Christoph 1” – Monachium
- „Christoph 5” – Ludwigshafen
- „Christoph 6” – Brema
- „Christoph 8” – Lünen
- „Christoph 10” – Wittlich
- „Christoph 15” – Straubing
- „Christoph 16” – Saarbrücken
- „Christoph 18” – Ochsenfurt (nowa)
- „Christoph 19” – Uelzen
- „Christoph 20” – Bayreuth
- „Christoph Europa 1” – Akwizgran
- „Christoph 22” – Ulm
- „Christoph 23” – Koblencja
- „Christoph Europa 2” – Rheine
- „Christoph 25” – Siegen
- „Christoph 26” – Sanderbusch
- „Christoph 28” – Fulda
- „Christoph 30” – Wolfenbüttel
- „Christoph 31” – Berlin
- „Christoph 32” – Ingolstadt
- „Christoph 33” – Senftenberg
- „Christoph 39” – Perleberg
- „Christoph 48” – Neustrelitz
- „Christoph Hansa” – Hamburg
- „Christoph 61” – Lipsk
- „Christoph 70” – Jena
- „Christoph Brandenburg” – Senftenberg
- „Christoph Leipzig” – Lipsk
- „Christoph Murnau” – Murnau
- „Christoph Rheinland” – Kolonia
- „Christoph Westfalen” – Münster-Osnabrück
- „Christoph 77” – Moguncja

## Prezesi
- Emil Schmolz (1903–1905)
- Josef Bruckmayer (1905–1925)
- Carl Fritz (1926–1932)
- Hermann Fulle (W 1933 roku był ostatnim prezesem ADAC przed przymusowym podziałem wymuszonym przez nacjonalistów niemieckich na „DDAC”. W roku 1948 po wznowieniu działalności ADAC, na walnym zgromadzeniu został wybrany honorowym prezesem klubu.)
- Ludwig Sporer (1946–1948)
- Hans Meyer-Seebohm (1948–1953)
- Werner Endress (1953–1964)
- Hans Bretz (1964–1972)
- Franz Stadler (1972–1989)
- Otto Flimm (1989–2001)
- Peter Meyer (2001-2014)
- August Markl (od 2014)